# Teschio e tibie incrociate

Il teschio e le tibie incrociate

Il simbolo del teschio e tibie incrociate, detto anche solo teschio e tibie o teschio e ossa, consiste in un cranio umano stilizzato con delle ossa lunghe incrociate al di sotto di esso. Si tratta di un simbolo diffuso e utilizzato in molti contesti, comunque spesso in collegamento con il concetto di morte.
Il simbolo unicode che lo rappresenta è ☠ (U+2620).

## Segnale di pericolo
Visto il forte richiamo al concetto di morte, è utilizzato nei simboli di rischio chimico e nei cartelli per il trasporto di merci pericolose per indicare le sostanze tossiche.
È spesso utilizzato anche come simbolo generico di pericolo di morte. Negli Stati Uniti d'America in sostituzione del simbolo è stato adottato Mr. Yuk per indicare sostanze velenose se ingerite.

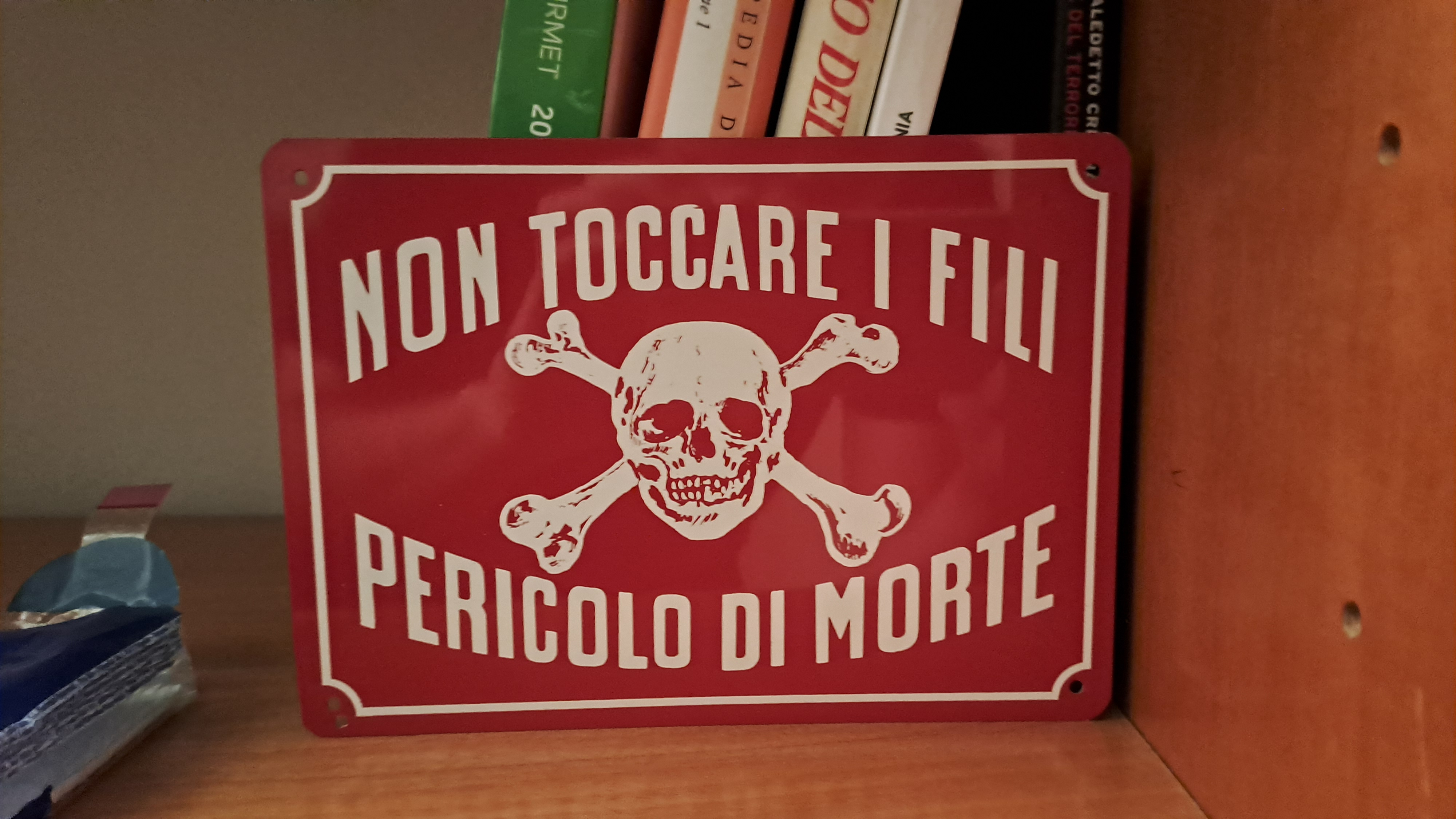
Cartello di pericolo elettrico raffigurante un teschio con tibbie incrociate

## Jolly Roger
Il teschio con le tibie incrociate disegnato in bianco su fondo nero è stato usato diffusamente dai pirati sulle proprie bandiere e in questo contesto è noto come Jolly Roger. Lo scopo era quello di terrorizzare le vittime e indurle alla resa senza nemmeno combattere.
Il simbolo è stato utilizzato anche dai sommergibilisti (associato al concetto di coraggio e segretezza), dalla marina inglese (per indicare l'utilizzo di missili cruise in missione) e dall'aviazione statunitense (scopo intimidatorio).

## Altri usi

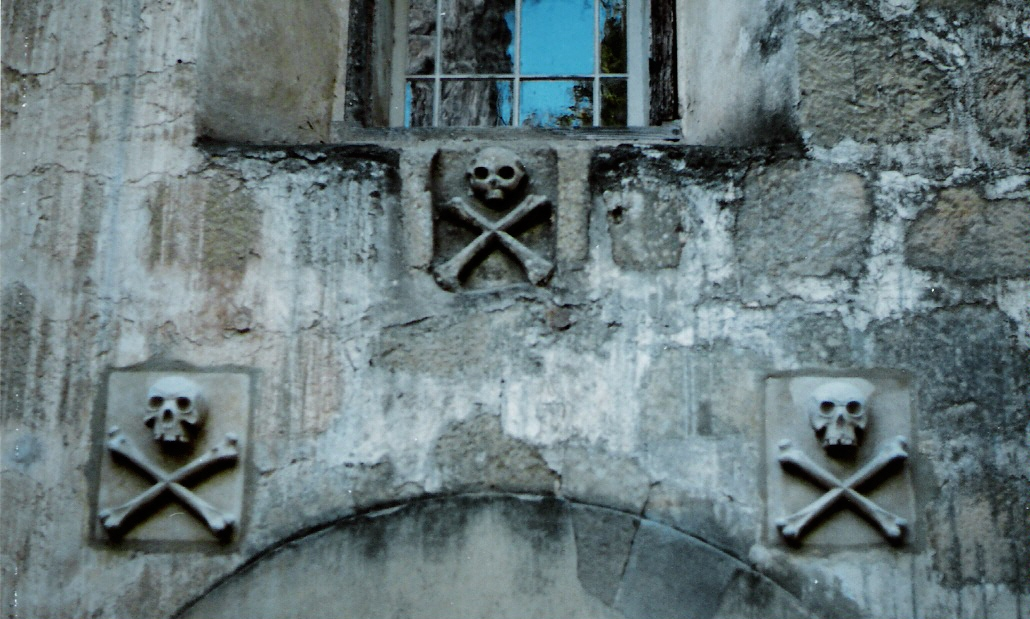
Ingresso del cimitero della Missione di Santa Barbara, California

- Nel simbolismo tradizionale cristiano, il teschio con le tibie incrociate è spesso raffigurato ai piedi del crocifisso come rappresentazione di Adamo in contrapposizione a Gesù, nuovo Adamo. Il teschio rimanda simbolicamente al luogo della crocifissione, chiamato appunto Golgota o Calvario, vale a dire “teschio”. Le tibie incrociate rappresentano una croce orizzontale, simbolo dell’uomo terreno e mortale, su cui si innesta la croce verticale dell’uomo divino e risorto. I quattro bracci della croce corrispondono alle quattro lettere del nome ADAM che in greco è notoriamente considerato un acronimo formato dalle iniziali dei nomi dei quattro punti cardinali, Anatolè, Dysis, Arktos, Mesembria.
- La bandiera della Armata Nera anarchica Machnovščina ha al suo centro un teschio con tibie incrociate, accompagnati dalla scritta in ucraino "morte a chi si mette tra i lavoratori e la libertà".
- Totenkopf, l'emblema delle SS. Si rifà alla tradizione dei corpi militari del Regno di Prussia prima, e di numerosi Freikorps poi.[1]
- Il simbolo è presente sulla bandiera dei Cetnici associato con diversi motti ma dal comune significato "libertà o morte".
- Skull and Bones è una società segreta americana e ha come emblema il teschio con le ossa incrociate.
- Il simbolo è spesso presente nei cimiteri (o nelle cripte) per indicare l'ingresso o come ornamento o memento mori.
- È stato utilizzato come macabro logo per le sigarette Death.